# Bethany Galat
Bethany Galat (10 augustus 1995) is een Amerikaanse zwemster.

## Carrière
Bij haar internationale debuut, op de wereldkampioenschappen zwemmen 2017 in Boedapest, veroverde Galat de zilveren medaille op de 200 meter schoolslag.

## Internationale toernooien
| Jaar | Olympische Spelen | WK langebaan    | WK kortebaan    | PanPacs                                                | Pan-Ams         |
| ---- | ----------------- | --------------- | --------------- | ------------------------------------------------------ | --------------- |
| 2017 |                   | 200m schoolslag |                 |                                                        |                 |
| 2018 |                   |                 | 200m schoolslag | 100m schoolslag · 200m schoolslag · 4e 200m wisselslag |                 |
| 2019 |                   | geen deelname   |                 |                                                        | 200m schoolslag |

## Persoonlijke records
Bijgewerkt tot en met 5 augustus 2018
Langebaan
| Afstand         | Tijd    | Datum           | Plaats      |
| --------------- | ------- | --------------- | ----------- |
| 100m schoolslag | 1.06,41 | 9 augustus 2018 | Tokio       |
| 200m schoolslag | 2.21,77 | 28 juli 2017    | Boedapest   |
| 200m wisselslag | 2.12,13 | 6 augustus 2015 | San Antonio |
| 400m wisselslag | 4.37,69 | 26 juni 2016    | Omaha       |